# Izeure
 Izeure  là một xã ở tỉnh Côte-d’Or trong vùng Bourgogne-Franche-Comté, phía đông nước Pháp. Xã Izeure nằm ở khu vực có độ cao từ 189-207 mét trên mực nước biển.